# Finale del campionato mondiale femminile di calcio 2011
La finale del campionato mondiale femminile di calcio 2011 si tenne il 17 luglio 2011 al Commerzbank-Arena a Francoforte sul Meno tra le nazionali femminili di Giappone e Stati Uniti. Fu la finale della sesta edizione del campionato mondiale femminile di calcio, e terminò con la vittoria ai rigori delle giapponesi. Si è trattato del primo, e finora unico, torneo vinto da una nazionale al di fuori dell'Europa e dell'America.

## Cammino verso la finale

### Giappone

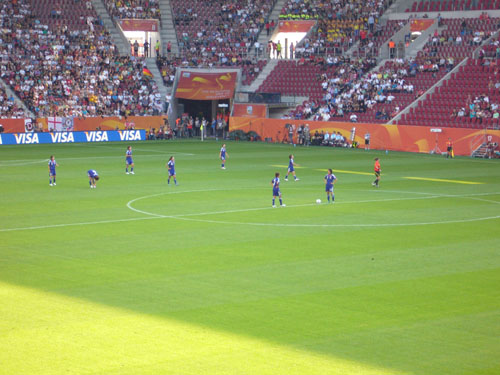
La partita della fase a gironi del Giappone contro l'Inghilterra alla WWK Arena

La prima finalista, ovvero il Giappone, fu inserita nel Gruppo B insieme a Inghilterra, Messico e Nuova Zelanda.
La prima avversaria fu la Nuova Zelanda, che il 27 giugno a Bochum venne battuta 2-1 con le reti di Nagasato e Miyama, intervallate dal momentaneo pareggio di Hearn. Nella seconda giornata le giapponesi batterono 4-0 il Messico con tripletta di Sawa e gol di Ōno, mentre alla terza giornata furono battute 2-0 dall'Inghilterra che si assicurò il primo posto del girone. La classifica finale vide l'Inghilterra a chiudere con 7 punti, seguita dal Giappone con 6, Messico con 2 e Nuova Zelanda con 1, con queste ultime due eliminate.
Ai quarti, il 9 luglio le giapponesi affrontarono la Germania padrona di casa a Wolfsburg vincendo 1-0 con la rete decisiva di Maruyama nel secondo tempo supplementare.
La semifinale disputata quattro giorni dopo a Francoforte sul Meno vide il Giappone battere 3-1 la Svezia; a decidere l'incontro furono la doppietta di Kawasumi e la rete di Sawa, dopo il momentaneo pareggio svedese siglato da Öqvist.

### Stati Uniti
Le statunitensi furono invece inserite nel gruppo C, insieme a Svezia, Corea del Nord e Colombia.
Il 28 giugno, le statunitensi esordirono contro la Corea del Nord vincendo 2-0 con le reti di Cheney e Buehler. Tre giorni dopo gli Stati Uniti replicarono contro la Colombia vincendo 3-0 grazie alle reti di O'Reilly, Rapinoe e Lloyd. All'ultima giornata le statunitensi furono sconfitte a sorpresa dalla Svezia che si impose per 2-1; a decidere l'incontro furono il rigore realizzato da Dahlkvist e la rete di Fischer per le svedesi, e la rete nella ripresa siglata da Wambach per le americane. Gli Stati Uniti conclusero il girone al secondo posto dietro la Svezia; eliminate invece Corea del Nord e Colombia.
Il 10 luglio, nei quarti di finale, le statunitensi affrontarono il Brasile a Dresda; gli Stati Uniti si portarono in vantaggio già al 2º minuto grazie all'autogol di Daiane, ma le brasiliane pareggiarono nella ripresa con la rete di Marta. Nei tempi supplementari le brasiliane si portarono in vantaggio con un'altra rete di Marta su calcio di rigore, ma subirono il pareggio delle statunitensi con un gol di Wambach nei minuti di recupero. A decidere l'incontro furono i calci di rigore; le statunitensi realizzarono tutti i rispettivi rigori, mentre per le brasiliane risultò decisivo l'errore di Daiane che si fece parare il rigore da Solo. In semifinale a Mönchengladbach contro la Francia, le statunitensi vinsero 3-1; decisive furono le reti di Cheney, Wambach e Morgan.

### Tabella riassuntiva del percorso
Note: In ogni risultato sottostante, il punteggio della finalista è menzionato per primo.
| Pos. | Squadra       | Pt | G | V | N | P | GF | GS | DR |
| ---- | ------------- | -- | - | - | - | - | -- | -- | -- |
| 1.   | Inghilterra   | 7  | 3 | 2 | 1 | 0 | 5  | 2  | +3 |
| 2.   | Giappone      | 6  | 3 | 2 | 0 | 1 | 6  | 3  | +3 |
| 3.   | Messico       | 2  | 3 | 0 | 2 | 1 | 3  | 7  | -4 |
| 4.   | Nuova Zelanda | 1  | 3 | 0 | 1 | 2 | 4  | 6  | -2 |

| Pos. | Squadra        | Pt | G | V | N | P | GF | GS | DR |
| ---- | -------------- | -- | - | - | - | - | -- | -- | -- |
| 1.   | Svezia         | 9  | 3 | 3 | 0 | 0 | 4  | 1  | +3 |
| 2.   | Stati Uniti    | 6  | 3 | 2 | 0 | 1 | 6  | 2  | +4 |
| 3.   | Corea del Nord | 1  | 3 | 0 | 1 | 2 | 0  | 3  | –3 |
| 4.   | Colombia       | 1  | 3 | 0 | 1 | 2 | 0  | 4  | –4 |

## Descrizione della partita

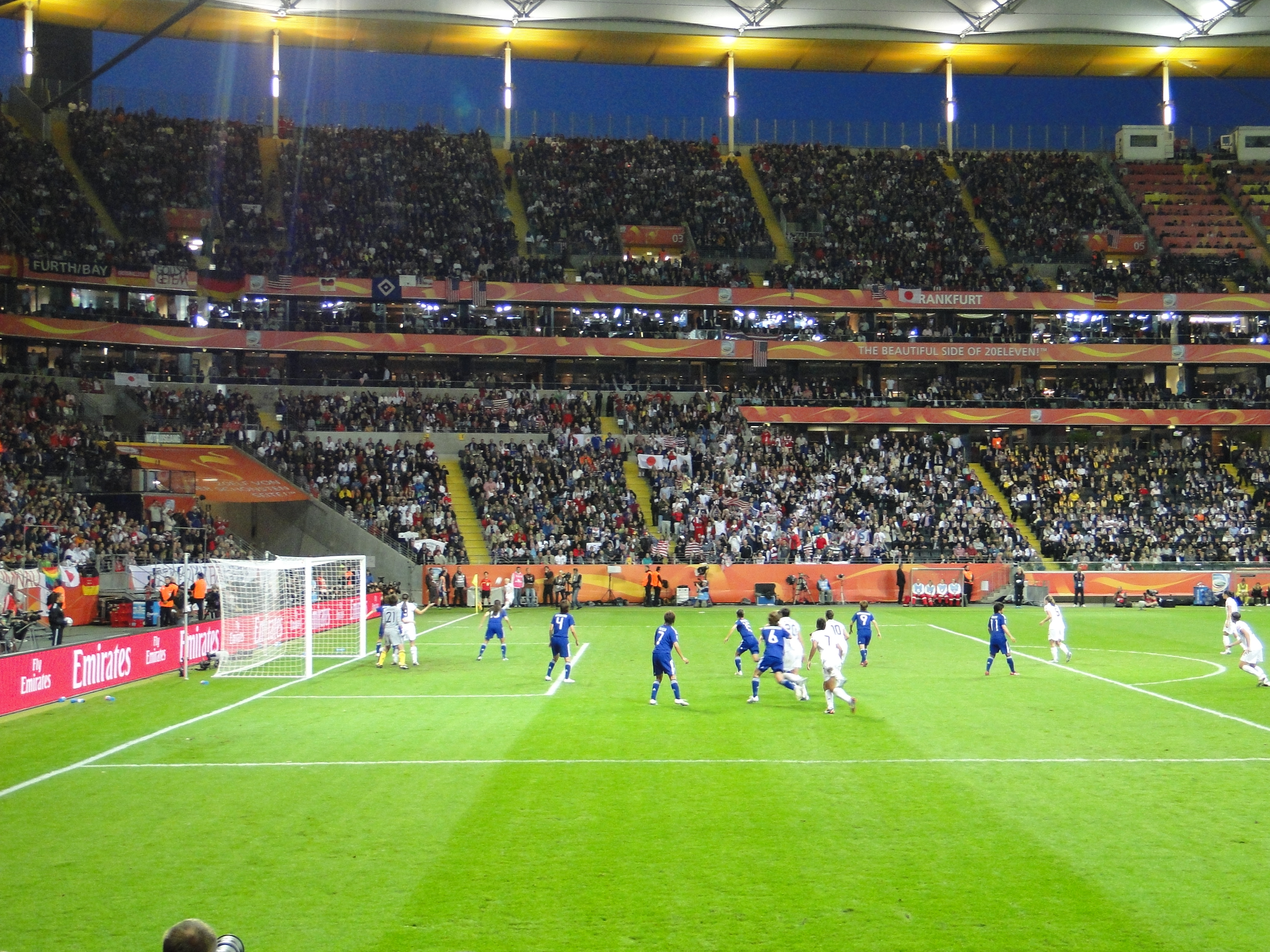
La finale tra Giappone e Stati Uniti

Le americane hanno iniziato la gara con forza come le favorite per vincere il trofeo e hanno fatto pressione sulle giapponesi nei primi 20 minuti. Tuttavia né Lloyd, Rapinoe o Wambach sono riuscite a scardinare la difesa giapponese per ottenere il vantaggio. Al 22', Ohno ha effettuato il primo tiro per il Giappone, ma senza successo. Al 28' Wambach spreca una buona occasione per passare in vantaggio con un tiro che si stampa sulla traversa. Le giapponesi hanno tentato la fortuna in 30' ma la conclusione di Ohno si è rivelata troppo prevedibile per Solo. Le americane riprendono la pressione e al 44' Rampone sfiora la linea delle giapponesi ma viene bloccata e queste ultime si lanciano un contropiede, ma senza successo. Il primo tempo si chiuse a reti inviolate. Da notare che il Giappone possedeva un controllo di palla maggiore rispetto agli Stati Uniti nonostante fosse principalmente in difesa.
Anche il secondo tempo è iniziato con il dominio americano. Morgan spreca un'occasione d'oro al 49'; Heather O'Reilly effettua un cross basso sul primo palo che Morgan raggiunge, superando il portiere giapponese Ayumi Kaihori, ma il tiro è respinto dal palo. Ando e Ohno hanno fatto tremare la difesa americana dal 54' al 56' quando su calcio d'angolo di Sameshima hanno sprecato due buone occasioni. Al 60', le giapponesi hanno avuto una possibilità di segnare quando Yukari Kinga ha ricevuto un ottimo passaggio filtrante di Sawa, ma il suo tiro è terminato sopra la traversa. Al 69', Alex Morgan ha raggiunto per prima un lancio profondo di Rapinoe, ha tenuto a bada la marcatura di Kumagai prima di sfoderare un tiro basso di sinistro alle spalle di Kaihori portando gli Stati Uniti in vantaggio. La squadra giapponese si è riorganizzata e ha attaccato gli Stati Uniti, ma la buona gestione in difesa di Rampone si è rivelata difficile da superare. Tuttavia, all'81', mentre gli Stati Uniti erano impegnati a pianificare un contrattacco, sono rimasti sorpresi dalla rapida risposta giapponese e, sebbene Ali Krieger avrebbe potuto evitare per prima il pericolo, l'errore di Rachel Buehler ha fornito ad Aya Miyama un'occasione d'oro che non ha sprecato, segnando l'1–1 per il Giappone. Gli Stati Uniti hanno tentato una maggiore pressione verso la fine della partita, ma non arrivò nessun gol e le due squadre terminarono sull'1–1 dopo 90 minuti.
I tempi supplementari sono iniziati con il Giappone che ha goduto di un maggior possesso come al solito, anche se ha comunque mantenuto un approccio principalmente difensivo per contrastare i forti attacchi americani. Al 104', quando sembrava che avrebbero concluso il primo tempo supplementare senza gol, un potente colpo di testa di Wambach da centro area su un ottimo passaggio di Morgan ha portato nuovamente gli Stati Uniti in vantaggio. Con l'inizio del secondo tempo supplementare, le giapponesi sembravano esauste ma gli errori delle difenditrici americane sono ricomparsi sbagliando troppi palloni e permettendo a Miyama e Sawa di portare pericoli alla porta di Solo. Al 117', il Giappone ha ottenuto un calcio d'angolo e Miyama ha spedito la palla a Sawa, che è corsa verso il primo palo, ha raggiunto l'angolo prima di qualsiasi difenditrice americana realizzando il gol del pareggio. Il risultato non cambiò più, nonostante Iwashimizu ricevette un cartellino rosso nei minuti di recupero, portando la partita ai calci di rigore.
Per gli Stati Uniti Boxx, Lloyd e Heath sbagliarono i primi tre calci di rigore, mentre solo Nagasato fallì per il Giappone nei primi tre. Wambach realizzò il quarto rigore, ma Kumagai segnò il rigore decisivo regalando per la prima volta al Giappone il trofeo iridato.

## Tabellino
| Arbitro: | Steinhaus |

|                                   |                      |                          |
| Miyama 81’ Sawa 117’              | Marcatori            | 69’ Morgan 104’ Wambach  |
| Miyama Nagasato Sakaguchi Kumagai | Tiri di rigore 3 – 1 | Boxx Lloyd Heath Wambach |

| Giappone | Stati Uniti |

| Giappone (4-4-2) |    |                  |        |     |      |
|                  |    |                  |        |     |      |
| P                | 21 | Ayumi Kaihori    |        |     |      |
| D                | 2  | Yukari Kinga     |        |     |      |
| D                | 3  | Azusa Iwashimizu | 120+1' |     |      |
| D                | 4  | Saki Kumagai     |        |     |      |
| D                | 15 | Aya Sameshima    |        |     |      |
| C                | 11 | Shinobu Ohno     |        | 66’ |      |
| C                | 6  | Mizuho Sakaguchi |        |     |      |
| C                | 10 | Homare Sawa      |        |     |      |
| C                | 8  | Aya Miyama       | 97’    |     |      |
| A                | 7  | Kozue Ando       |        | 66’ |      |
| A                | 9  | Nahomi Kawasumi  |        |     |      |
| A disposizione:  |    |                  |        |     |      |
| A                | 18 | Karina Maruyama  |        | 66’ | 119’ |
| A                | 17 | Yūki Nagasato    |        | 66’ |      |
| A                | 20 | Mana Iwabuchi    |        |     | 119’ |
| CT:              |    |                  |        |     |      |
| Norio Sasaki     |    |                  |        |     |      |

| Stati Uniti (4-4-2) |    |                  |  |      |
|                     |    |                  |  |      |
| P                   | 1  | Hope Solo        |  |      |
| D                   | 11 | Ali Krieger      |  |      |
| D                   | 19 | Rachel Buehler   |  |      |
| D                   | 3  | Christie Rampone |  |      |
| D                   | 6  | Amy LePeilbet    |  |      |
| C                   | 9  | Heather O'Reilly |  |      |
| C                   | 10 | Carli Lloyd      |  |      |
| C                   | 7  | Shannon Boxx     |  |      |
| C                   | 15 | Megan Rapinoe    |  | 114’ |
| A                   | 12 | Lauren Cheney    |  | 46’  |
| A                   | 20 | Abby Wambach     |  |      |
| A disposizione:     |    |                  |  |      |
| A                   | 13 | Alex Morgan      |  | 46’  |
| C                   | 17 | Tobin Heath      |  | 114’ |
| CT:                 |    |                  |  |      |
| Pia Sundhage        |    |                  |  |      |

| Assistenti arbitrali: Marina Wozniak (Germania) Katrin Rafalski (Germania) Quarto ufficiale: Jenny Palmqvist (Svezia) | Regole dell'incontro - due tempi regolamentari da 45 minuti ciascuno; - due tempi supplementari da 15 minuti ciascuno in caso di parità; - tiri di rigore in caso di ulteriore parità; inizialmente cinque per squadra, e a oltranza fino a spareggio in caso di ulteriore parità; - numero massimo di 21 giocatrici per squadra a referto (11 in campo e 10 come potenziali sostituti); - tre sostituzioni permesse. |